# Gabriele Mehl
Gabriele Mehl (ur. 25 lutego 1967 w Hagenbach) – niemiecka wioślarka. Brązowa medalistka olimpijska z Barcelony.
Urodziła się w RFN i do zjednoczenia Niemiec startowała w barwach tego kraju. Zawody w 1992 były jej drugimi igrzyskami olimpijskimi, debiutowała w 1988. Medal zdobyła w czwórce bez sternika, płynęła wspólnie z Antje Frank, Birte Siech i Annette Hohn. Na mistrzostwach świata zdobyła dwa medale: srebro w czwórce bez sternika w 1990 (jeszcze w barwach RFN) i brąz w tej konkurencji w 1991. 